# Kevin Spacey
Kevin Spacey Fowler (South Orange, 26 de julio de 1959) es un actor estadounidense de cine, teatro y televisión. Reconocido por su trabajo tanto en el escenario como en la pantalla, ha sido galardonado con numerosos premios a lo largo de su carrera, entre ellos dos Premios Óscar, un Premio BAFTA, un Globo de Oro, un Premio Tony y dos Premios Laurence Olivier, además de haber sido nominado en doce ocasiones a los Premios Emmy. En 2015 fue nombrado Caballero Comendador Honorario de la Orden del Imperio Británico (KBE) por su contribución a las artes dramáticas en el Reino Unido.
Spacey inició su carrera cinematográfica con pequeños papeles en películas como Heartburn (1986) y Working Girl (1988), ambas dirigidas por Mike Nichols. Su consagración llegó en la década de 1990, con el Óscar al Mejor Actor de Reparto por su papel de estafador en The Usual Suspects (1995), y el Óscar al Mejor Actor por su interpretación de un hombre en crisis existencial en American Beauty (1999). Entre sus trabajos más destacados en cine se encuentran también Glengarry Glen Ross (1992), Outbreak (1995), Se7en (1995), A Time to Kill (1996), L.A. Confidential (1997), Pay It Forward (2000), Superman Returns (2006), 21 (2008), Margin Call (2011), Horrible Bosses (2011) y Baby Driver (2017). Además, ha dirigido dos largometrajes: Albino Alligator (1996) y Beyond the Sea (2004), este último también protagonizado por él.
En teatro, debutó en Broadway con una reposición de Long Day’s Journey into Night de Eugene O’Neill en 1986. En 1991 obtuvo el Premio Tony por su interpretación en Lost in Yonkers. Fue galardonado con el Premio Laurence Olivier por su papel en la reposición de The Iceman Cometh en 1999. Interpretó al rey Ricardo III en 2011 y a Clarence Darrow en una producción del West End en 2015. Entre 2004 y 2015, fue director artístico del prestigioso teatro Old Vic de Londres, etapa durante la cual revitalizó su programación y ganó reconocimiento por su labor en la gestión cultural. En 2017 fue el presentador de la 71.ª edición de los Premios Tony.
En televisión, Spacey interpretó a Ron Klain en Recount (2008) y fue productor de Bernard and Doris (2008), ambas producciones de HBO Films. Entre 2013 y 2017 protagonizó la serie política House of Cards, producida por Netflix, donde encarnó al manipulador político Frank Underwood. Su interpretación fue aclamada por la crítica y le valió un Globo de Oro y dos premios consecutivos del Sindicato de Actores al Mejor Actor. Tanto él como la serie fueron nominados durante cinco años consecutivos a los Premios Emmy en las categorías de Mejor Actor Protagonista en una Serie Dramática y Mejor Serie Dramática, respectivamente.
Desde 2017, su carrera se ha visto afectada por múltiples acusaciones de conducta sexual inapropiada. En 2018 y 2019 fue objeto de diversas investigaciones penales, aunque en todos los casos las causas fueron archivadas o se retiraron los cargos. Spacey ha negado las acusaciones y en 2022 fue absuelto de responsabilidad en una demanda civil presentada en Nueva York. En otro proceso judicial en el Reino Unido, fue declarado no culpable de varios cargos de agresión sexual tras un juicio celebrado en 2023.

## Biografía
Spacey nació en South Orange, Nueva Jersey, hijo de Kathleen Ann (apellido de soltera: Knutson), secretaria, y Thomas Geoffrey Fowler, redactor técnico y consultor de datos. Cuando tenía cuatro años, su familia se trasladó al sur de California. Tiene una hermana y un hermano mayor, Randy Fowler, con quien no mantiene relación. Según su hermano, su padre era un racista simpatizante del nazismo que abusaba sexual y físicamente de los hijos, lo que llevó a Spacey a adoptar una actitud reservada y cautelosa desde joven para evitar los castigos. En octubre de 2022, Spacey se refirió públicamente a este tema, afirmando que su padre era un supremacista blanco y neonazi, y que lo insultaba con términos homófobos. Dijo que estas circunstancias contribuyeron a que fuera extremadamente reservado con su vida privada y a que no declarara públicamente su homosexualidad durante muchos años. En declaraciones previas, Spacey había descrito a su padre como "un hombre de clase media completamente normal".
Estudió en la Northridge Military Academy y en la Canoga Park High School durante los grados 10.º y 11.º Se graduó en 1977 como co-valedictorian en la Chatsworth High School de Chatsworth, California, junto con la actriz Mare Winningham.
Durante su etapa escolar, protagonizó la obra The Sound of Music, interpretando al Capitán von Trapp, mientras que Winningham hacía el papel de María. Fue entonces cuando adoptó el nombre artístico "Spacey", que proviene del apellido de soltera de su abuela paterna.
Antes de dedicarse profesionalmente a la interpretación, intentó abrirse camino como comediante. Posteriormente estudió interpretación en la Juilliard School de Nueva York entre 1979 y 1981, como parte del Grupo 12, teniendo como mentora a la actriz y docente Marian Seldes. Durante esos años también participó en concursos de talentos en boleras, realizando monólogos cómicos.

## Trayectoria profesional

### Teatro

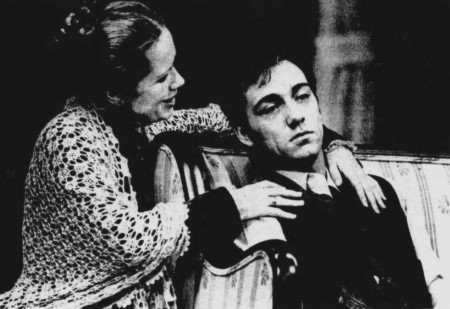
Spacey y Liv Ullmann en el set de Espectros en el Eisenhower Theater en 1982

La primera aparición profesional de Spacey en el escenario fue como portador de lanzas en una representación del Enrique VI, parte 1 durante el Festival de Shakespeare de Nueva York en 1981. Al año siguiente, hizo su debut en Broadway, interpretando a Oswald en una producción de Espectros de Henrik Ibsen, protagonizada por Liv Ullmann y dirigida por John Neville, que se estrenó en el Eisenhower Theater del Centro Kennedy en Washington D. C. Posteriormente interpretó a Filinto en El misántropo de Molière. En 1984, apareció en una producción de Hurlyburly de David Rabe, en la cual alternaba entre todos los papeles masculinos. Luego participó en La gaviota de Antón Chéjov, junto a David Strathairn y Colleen Dewhurst. En 1986, Spacey actuó en una producción de Sleuth en un teatro-cena de Nueva Jersey.
El reconocimiento de Spacey como actor teatral comenzó en 1986, cuando fue elegido para interpretar a Jamie, el hijo mayor de los Tyrone, en la aclamada producción de Jonathan Miller de Largo viaje hacia la noche de Eugene O'Neill, junto a Jack Lemmon, Peter Gallagher y Bethel Leslie. Lemmon, en particular, se convirtió en un mentor para Spacey, y fue invitado, junto con el profesor de teatro de Spacey en la secundaria, a asistir cuando recibió su estrella en el Paseo de la Fama de Hollywood en 1999.
Spacey continuó participando activamente en el teatro. En 1991, ganó un premio Tony por su interpretación del Tío Louie en la obra de Broadway Lost in Yonkers de Neil Simon. Su padre no creía que pudiera ganarse la vida como actor y no cambió de opinión hasta que Spacey alcanzó la fama. En 1999, ganó el Premio Laurence Olivier al Mejor Actor y recibió otra nominación al Tony por El vendedor de hielo.
En febrero de 2003, Spacey anunció que sería el nuevo director artístico del Old Vic, uno de los teatros más antiguos de Londres. En una rueda de prensa junto a Judi Dench y Elton John, Spacey prometió actuar en el escenario y atraer a grandes talentos. Se comprometió a permanecer en el cargo durante diez años. La Old Vic Theatre Company presentaba obras ocho meses al año. La primera temporada comenzó en septiembre de 2004 con el estreno británico de Cloaca de Maria Goos, dirigida por Spacey, la cual recibió críticas mixtas. En la temporada 2005, Spacey debutó en el Reino Unido como actor shakesperiano en el papel titular de Ricardo II, dirigida por Trevor Nunn.

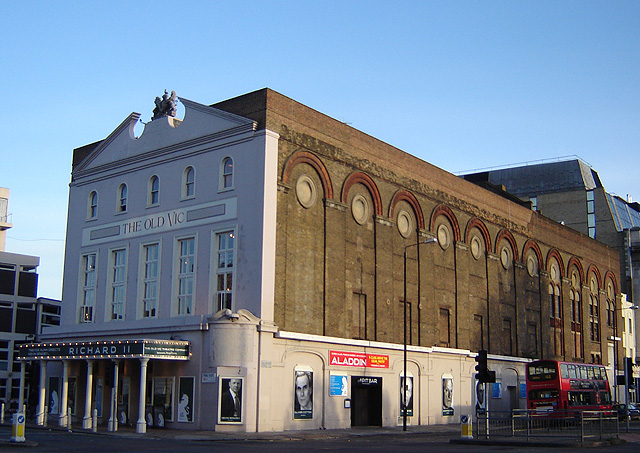
El teatro The Old Vic en Waterloo, Londres

El 16 de junio de 2016, Spacey fue galardonado con un caballero honorario por sus servicios al teatro, la educación artística y la cultura internacional, dentro de los Honores del cumpleaños de la Reina de 2015. El título, Caballero Comendador de la Orden del Imperio Británico, fue entregado en Clarence House por el entonces Príncipe Carlos. Como no es ciudadano de un Reino de la Mancomunidad, el título es honorario y no tiene derecho al tratamiento de "Sir". Previamente había recibido el rango honorario de Comendador de la Orden del Imperio Británico (CBE) en 2010 por sus servicios al drama. Spacey fue también patrón del Shakespeare Schools Festival, una organización benéfica que permite a escolares del Reino Unido representar obras de Shakespeare en teatros profesionales. También forma parte del consejo directivo del Motion Picture and Television Fund.

### Cine
En 1986, Spacey hizo su primera aparición cinematográfica en Heartburn de Mike Nichols, protagonizada por Meryl Streep y Jack Nicholson, en la que interpretó a un ladrón en el metro. En 1988, apareció brevemente en otra película de Nichols, Working Girl, como el empresario Bob Speck. Otros de sus primeros papeles incluyen un millonario viudo en L.A. Law, la miniserie The Murder of Mary Phagan (1988), junto a Jack Lemmon, y la comedia See No Evil, Hear No Evil (1989). Spacey pronto desarrolló una reputación como actor de carácter, siendo elegido para papeles más importantes, como el malicioso gerente de oficina en la adaptación cinematográfica de la obra de David Mamet Glengarry Glen Ross (1992), protagonizada por Al Pacino. También interpretó al reportero Harry Kingsley en Iron Will (1994), dirigida por Charles Haid, y fue parte de una pareja disfuncional junto a Judy Davis en la comedia negra navideña The Ref (1994), así como a un cruel productor de Hollywood en la sátira Swimming with Sharks (1995).

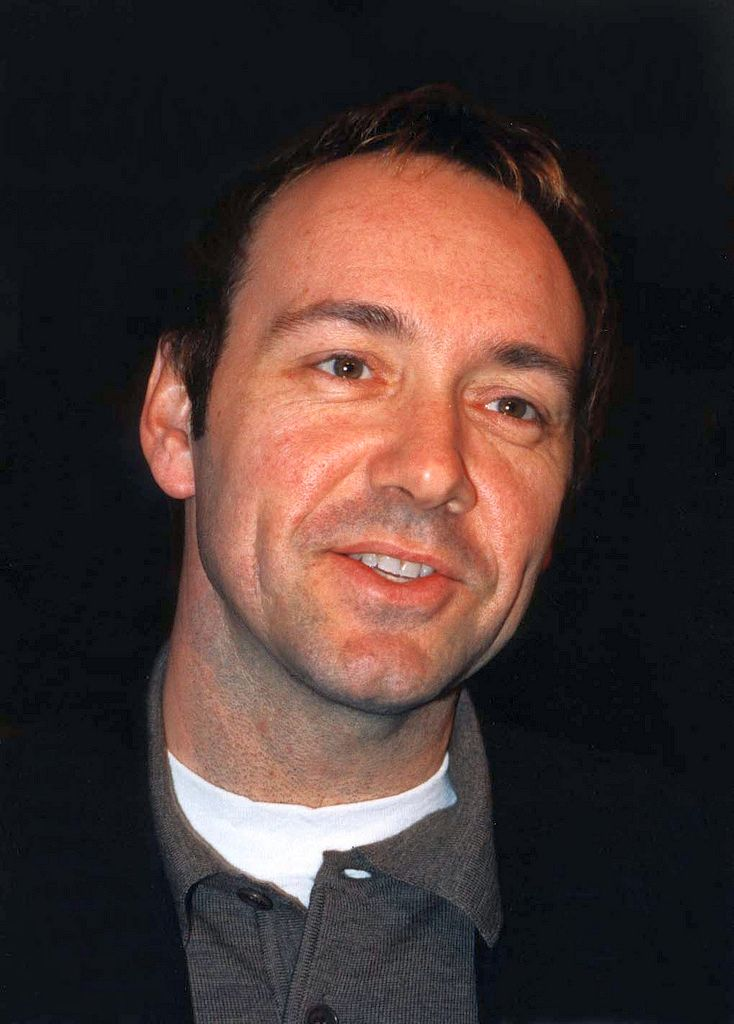
Spacey en 1996

Spacey alcanzó notoriedad por su papel como el enigmático criminal Verbal Kint en el thriller The Usual Suspects (1995) de Bryan Singer. Compartió pantalla con Gabriel Byrne, Benicio del Toro y Chazz Palminteri. Por su interpretación, Spacey ganó el Premio Óscar al mejor actor de reparto, además de recibir nominaciones al Globo de Oro y al Sindicato de Actores. Ese mismo año, también actuó en Seven de David Fincher, interpretando a un asesino en serie. Por su trabajo en Seven, The Usual Suspects y Outbreak, fue reconocido por la Sociedad de Críticos de Cine de Texas.

En 1996 interpretó a un fiscal ególatra en A Time to Kill y debutó como director con Albino Alligator. En 1997 protagonizó L.A. Confidential como el sargento Jack Vincennes, papel por el que fue nominado al Premio BAFTA al mejor actor. En 1998 dio voz al villano Hopper en la cinta animada de Pixar A Bug's Life. En 1999 protagonizó American Beauty de Sam Mendes, papel que le valió su segundo Óscar, esta vez como Mejor actor. En su discurso, dedicó el premio a Jack Lemmon.

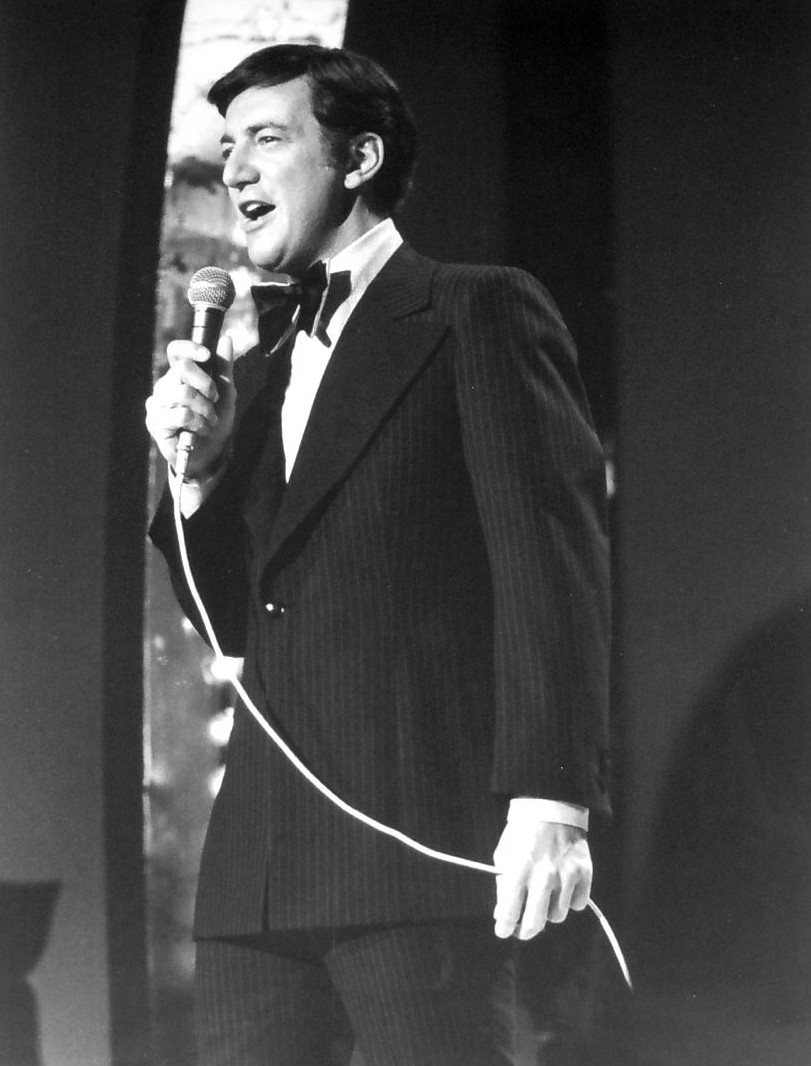
Spacey interpretó al cantante Bobby Darin en Beyond the Sea (2004)

Durante este periodo Spacey actuó en Pay It Forward (2000), K-PAX (2001) y Beyond the Sea (2004), que también dirigió y produjo. En 2006 interpretó a Lex Luthor en Superman Returns. En 2008 participó en 21, basada en hechos reales. En 2011 protagonizó Margin Call, recibiendo el Premio Robert Altman del Independent Spirit Award. También actuó en Horrible Bosses (2011), que fue un éxito de taquilla. Fue productor ejecutivo de Captain Phillips (2013), nominada al Óscar a Mejor Película. En 2016, interpretó al presidente Richard Nixon en Elvis & Nixon y protagonizó la comedia Nine Lives.
En 2016, tras adquirir la compañía Trigger Street Productions, se anunció que Spacey presidiría Relativity Studios, pero finalmente no asumió el cargo.
En 2017 fue elegido para interpretar a J. Paul Getty en All the Money in the World de Ridley Scott, pero fue reemplazado por Christopher Plummer tras las denuncias por agresión sexual. En 2018 apareció en Billionaire Boys Club, que tuvo un estreno limitado.
En 2021 se anunció su regreso al cine en el filme The Man Who Drew God de Franco Nero, y en 2022 fue protagonista de Peter Five Eight. También fue fichado para el thriller independiente británico Control. A pesar de las denuncias, fue homenajeado con un premio a la trayectoria en el Museo Nacional del Cine de Italia.

### Televisión
En 1987, Spacey hizo su primera aparición importante en televisión en el estreno de la segunda temporada de Crime Story, interpretando a un senador estadounidense con rasgos similares a los de la familia Kennedy. Ese mismo año apareció en la serie de espionaje The Equalizer como el detective sargento Cole en el episodio "Solo". Ganó seguidores después de interpretar al vendedor de armas maniaco-depresivo Mel Profitt en la serie de televisión Wiseguy (1988).

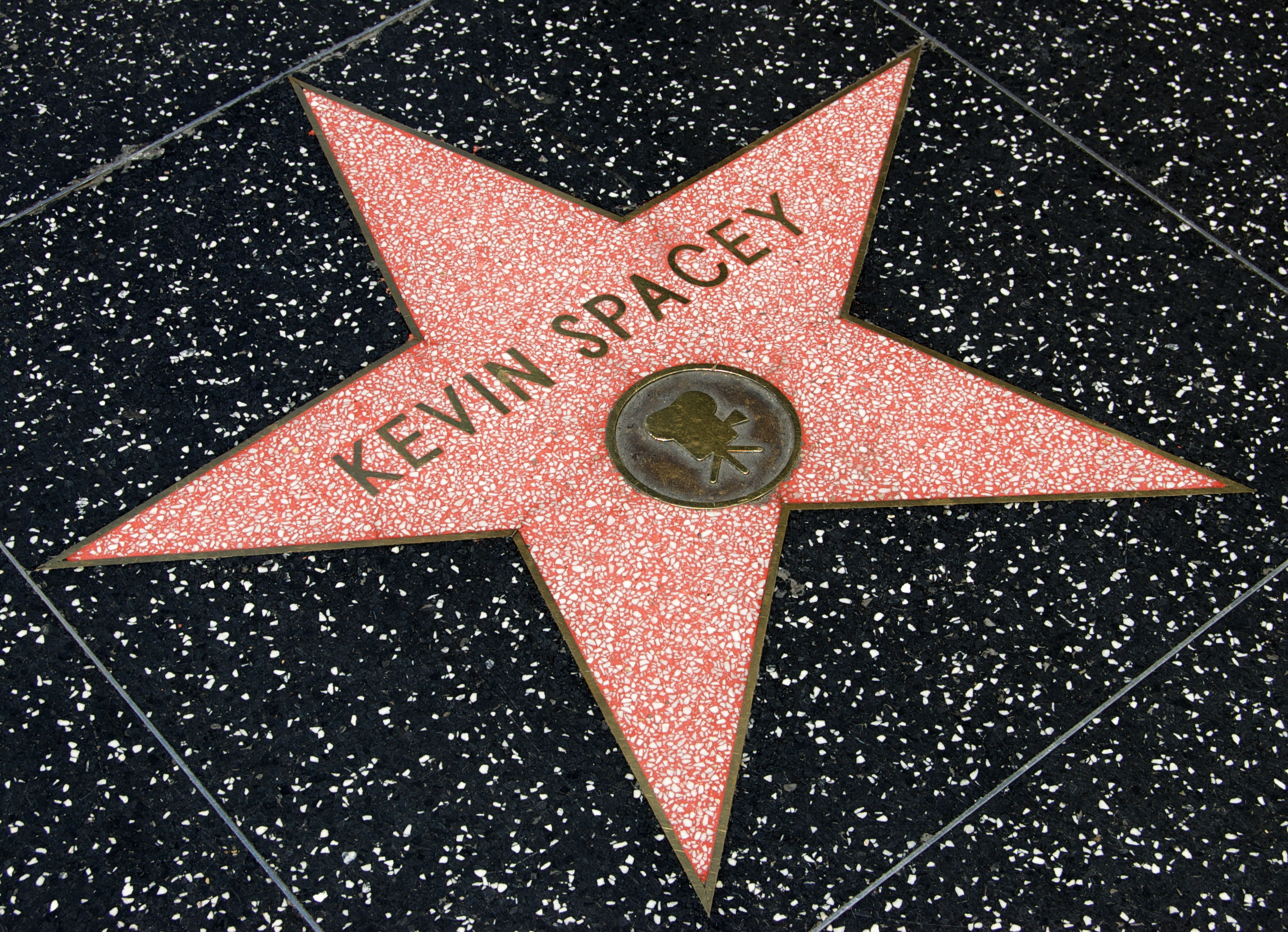
La estrella de Kevin Spacey en el Paseo de la Fama de Hollywood

Spacey fue anfitrión de Saturday Night Live en dos ocasiones: primero en 1997 con el invitado musical Beck y los invitados especiales Michael Palin y John Cleese de Monty Python's Flying Circus, y luego en mayo de 2006 con la invitada musical Nelly Furtado. En 2008 Spacey protagonizó como Ron Klain el telefilme político original de HBO Recount, que gira en torno al recuento de votos en Florida durante las elecciones presidenciales de Estados Unidos en 2000 entre George W. Bush y Al Gore. La película fue escrita por Danny Strong, dirigida por Jay Roach y contó con la participación de Bob Balaban, Laura Dern, John Hurt, Denis Leary y Tom Wilkinson. El telefilme ganó tres premios Emmy, incluido el de Mejor Telefilme. Por su actuación, Spacey fue nominado al premio Emmy al Mejor Actor Principal en una Serie Limitada o Telefilme y al Globo de Oro al Mejor Actor en Miniserie o Telefilme. Ese mismo año, Spacey produjo la película para televisión Bernard and Doris, un relato semi-ficcional de la relación que se desarrolló entre la socialité y filántropa Doris Duke y su autodestructivo mayordomo irlandés Bernard Lafferty en sus últimos años. La película contó con Ralph Fiennes y Susan Sarandon y fue dirigida por Bob Balaban. Se estrenó en el Festival Internacional de Cine de Hamptons con gran acogida crítica, y Spacey fue nominado al Emmy por Mejor Telefilme. Spacey interpretó al antagonista Jonathan Irons en el videojuego Call of Duty: Advanced Warfare (2014) mediante captura de movimiento.
Spacey es conocido en Hollywood por sus imitaciones. En su aparición en Inside the Actors Studio, imitaron (a petición del presentador James Lipton) a Jack Lemmon, James Stewart, Johnny Carson, Katharine Hepburn, Clint Eastwood, John Gielgud, Marlon Brando, Christopher Walken y Al Pacino. En The Tonight Show Starring Jimmy Fallon, Spacey admitió haber usado sus habilidades vocales cuando era un actor joven en Nueva York para fingir ser el hijo de Carson y así obtener entradas gratis para teatro y entrar en Studio 54. Su álbum Forever Cool (2007) bajo el sello Capitol/EMI presenta dos duetos entre Spacey y grabaciones anteriores de Dean Martin: "Ain't That a Kick in the Head" y "King of the Road". En diciembre de 2007, Spacey copresentó el Concierto del Premio Nobel de la Paz junto con Uma Thurman.
El 18 de marzo de 2011 se anunció que Spacey sería Frank Underwood en la serie de Netflix House of Cards, adaptación del drama político británico de 1990 del mismo nombre. Fue nominado al Emmy al Mejor Actor Principal en una Serie Dramática en la 65ª edición de los premios Emmy en 2013, convirtiéndose en el primer actor principal nominado a un Emmy por una serie de televisión web. Spacey ganó el Globo de Oro al Mejor Actor en Serie Dramática en la 72ª entrega y fue nominado al premio SAG por Mejor Actor en Serie Dramática en la 21ª edición por su actuación en la segunda temporada de House of Cards. Fue despedido de la serie tras la quinta temporada luego de múltiples acusaciones de conducta sexual inapropiada.

## Vida personal
Spacey tuvo una breve relación con la actriz estadounidense April Winchell después de que ella se graduara de la escuela secundaria a principios de la década de 1980. Un artículo en The Sunday Times Magazine de 1999 afirmaba que el "romance con la actuación, y la ausencia de una pareja visible en la vida de un atractivo hombre de 40 años, llevaron a que la revista Esquire asegurara dos años antes que debía ser gay". Spacey respondió a los rumores diciendo a Playboy y otros entrevistadores que no era gay, y diciéndole a Lesley White de The Sunday Times:
Elegí durante mucho tiempo no responder a estas preguntas debido a la manera en que se formulaban, y porque nunca hablaba con alguien en quien confiara, entonces ¿por qué debería hacerlo? Recientemente decidí participar porque es un poco duro para las personas que amo.

En 1999, se informó que Spacey estaba saliendo con una script supervisor llamada Dianne Dreyer, con una relación que posiblemente databa desde 1992. En 2000, Spacey llevó a Dreyer a los Premios Óscar; durante su discurso de aceptación por el premio a Mejor Actor, Spacey dijo: "Dianne, gracias por enseñarme a preocuparme por las cosas correctas, y te amo." En 2007, la revista Gotham citó a Spacey diciendo:
Nunca he creído en explotar mi vida personal para obtener publicidad. Aunque podría estar interesado en hacerlo, nunca lo haré. La gente puede hablar todo lo que quiera; pueden especular todo lo que quieran. Simplemente creo que existe una separación entre la vida pública y la vida privada. Todos tienen derecho a una vida privada sin importar cuál sea su profesión.
En 2017, Spacey salió del armario como gay en un comunicado negando una acusación de conducta sexual inapropiada. En 2023, Spacey fue acusado en un tribunal de utilizar su decisión de salir del armario como gay para "disfrazar" su comportamiento.

## Controversias

###### Denuncias
El 30 de octubre de 2017, en el contexto del escándalo por abusos del productor Harvey Weinstein, el actor Anthony Rapp declaró que en 1986 había sido víctima de abuso, esto es, acosado sexualmente por Spacey durante una fiesta celebrada en la residencia de este cuando Rapp tenía 14 años. En respuesta a estas acusaciones, Spacey alegó que no recordaba haberse comportado de manera inapropiada y pedía perdón si así hubiere sido. En el mismo comunicado, Kevin Spacey declaraba públicamente su homosexualidad. Poco después recibió múltiples denuncias por abuso sexual y violación tanto en los Estados Unidos como en Inglaterra.
A partir de las declaraciones de Rapp, surgieron nuevas acusaciones similares, como la del actor mexicano Roberto Cavazos (Monterrey, 1982), quien denunció que tanto él como otros jóvenes actores habían sido acosados por Spacey cuando este era director artístico del Old Vic Theater de Londres. En parecidos términos, varios empleados y exempleados de la serie de Netflix House of Cards, que Spacey protagonizaba y de la que era productor ejecutivo, lo señalan por delitos de la misma naturaleza. Harry Dreyfuss, hijo del también actor Richard Dreyfuss, también ha señalado a Spacey por haberle manoseado cuando tenía 18 años y delante de su padre, quien no se percató de lo que ocurría. El 3 de noviembre de 2017, Netflix anunció que cancelaba todos sus compromisos y proyectos con Spacey. Spacey anunció su ingreso en la clínica The Meadows, en Arizona (EE. UU.) para someterse a tratamiento por su adicción al sexo.
Debido a este escándalo, fue eliminado del reparto de la película Todo el dinero del mundo siendo reemplazado por el veterano actor Christopher Plummer.
El 24 de diciembre de 2018 Spacey publicó un vídeo en su canal YouTube interpretando el personaje de Frank Underwood, su personaje de la serie "House of Cards" que defiende su inocencia. Varios actores criticaron y ridiculizaron el vídeo, entre ellos Patricia Arquette, Ellen Barkin, Jon Favreau y Rob Lowe. Spacey apareció en la película de 2018  Billionaire Boys Club  (que se había completado antes de que surgieran las acusaciones), que se lanzó sin cambios en su papel.
En 2019 hubo una demanda por agresión sexual presentada por un masajista del cual no se publicó el nombre y que falleció antes de que hubiera juicio. Hubo otra denuncia por abuso sexual por parte de Ari Behn, un autor noruego y exesposo de la princesa Martha Louise de Noruega, pero en este caso el denunciante falleció al suicidarse antes del juicio. Spacey fue denunciado por varios hombres en Inglaterra.
El nombre de Spacey también aparece en los registros de vuelo del avión privado de Jeffrey Epstein de principios de la década de 2000.

###### Juicios y absoluciones de todos los cargos en Estados Unidos y en Reino Unido
La batalla judicial en los Estados Unidos contra el actor se inició el 7 de enero de 2019 sobre la acusación contra Spacey por una presunta agresión sexual en 2016 a un chico de 18 años en un bar de Nantucket (Massachusetts), en un tribunal de esa localidad. El actor también está siendo investigado en Los Ángeles y en el Reino Unido por una decena de casos de agresión sexual.
En su denuncia, el joven admitió que él mismo mintió sobre su edad, asegurando que tenía 23 años. El joven publicó una grabación de parte del presunto roce sexual en la red social Snapchat y envió a su novia un vídeo, que luego fue verificado por las autoridades. Cuando la defensa de Spacey dijo que necesitaba el teléfono del denunciante para recuperar determinados mensajes de texto borrados que beneficiarían al actor, el denunciante negó haber borrado nada. Cuando el abogado de Spacey le preguntó si tenía conocimiento de que borrar pruebas es un delito, el joven se acogió a la quinta enmienda, que exime de declarar contra uno mismo. A partir de ese momento, el testimonio del denunciante fue desestimado por el juez y la acusación fue archivada. Paralelamente, el denunciante retiró una demanda civil que había presentado contra el actor por los mismos hechos.
En octubre de 2022, en Estados Unidos, Kevin Spacey fue declarado no culpable de abusar de Anthony Rapp.
En 2022, el Servicio de Fiscalía de la Corona de Gran Bretaña lo acusó de cinco cargos de violación y abuso sexual ocurridos en Londres y en Gloucestershire, Inglaterra, luego de una revisión de la evidencia de la Policía Metropolitana de Londres, por denuncias que databan de 2005 a 2013. Kevin Spacey dice que aparecería voluntariamente en el Reino Unido para enfrentar los cargos de agresión sexual. En junio de 2022, en el Reino Unido, Spacey recibió una fianza incondicional después de comparecer ante un tribunal de Londres por cuatro cargos de agredir sexualmente a tres hombres. Además, enfrentaba un quinto cargo por hacer a un hombre partícipe en una actividad sexual con penetración sin su consentimiento. En noviembre de 2022, el actor fue acusado de 7 delitos más de carácter sexual, anunció la Fiscalía del Reino Unido. El 28 de junio de 2023 inició el juicio contra el actor. El 26 de julio de 2023 fue declarado inocente de los nueve cargos que se le imputaban.

###### Puntos de vista políticos y activismo

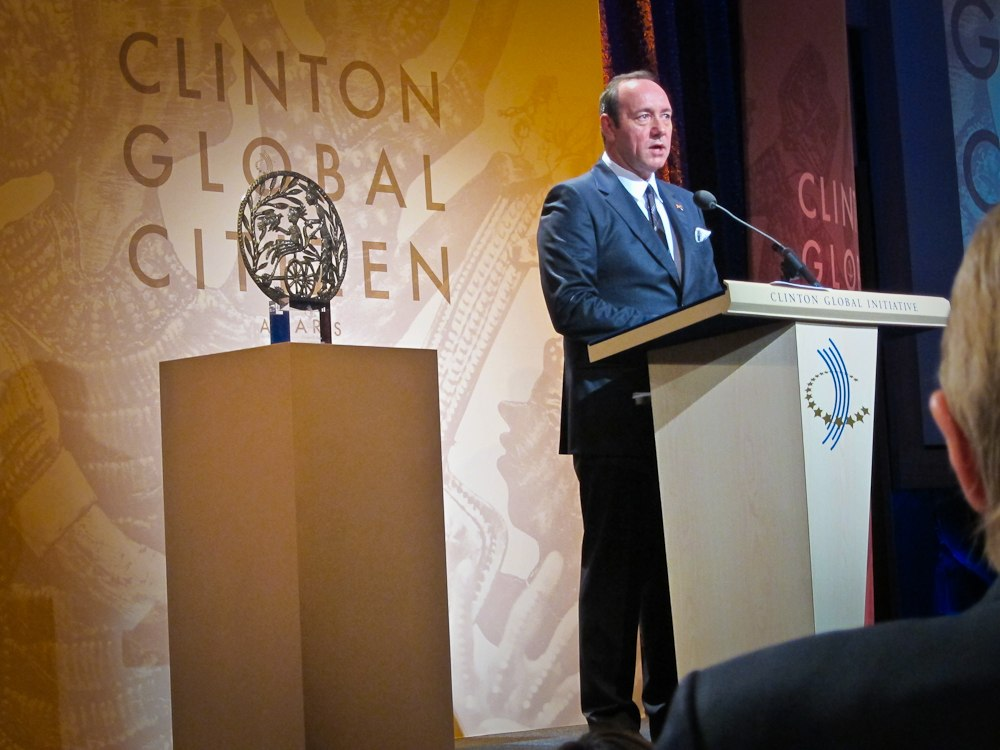
Spacey hablando durante los Premios Clinton Global Citizen de 2010.

Las opiniones políticas de Spacey han sido descritas como dentro del Liberalismo moderno ideología principal del partido demócrata estadounidense del cual es miembro y reflejan algunas de las profesadas por su personaje ficticio en House of Cards. Es un  Demócrata y amigo de Presidente Bill Clinton, habiendo conocido a Clinton antes de que comenzara su presidencia. Spacey describió una vez a Clinton como "una de las luces más brillantes" en el proceso político. También hizo un cameo en el cortometraje "President Clinton: Final Days", una sátira política alegre producida por la administración Clinton para la cena de corresponsales de la Casa Blanca.
Spacey se reunió con el presidente de Venezuela Hugo Chávez en septiembre de 2007, pero nunca habló con la prensa sobre su encuentro. Durante el viaje, donó dinero al estudio de cine venezolano Villa del Cine. En marzo de 2011, tras la represión del presidente Bielorrusia, Alexander Lukashenko, contra el movimiento democrático bielorruso, Spacey se unió a Jude Law en una protesta callejera en Londres contra el régimen de Lukashenko.

## Filmografía

### Cine
| Año  | Película                                | Papel               |
| ---- | --------------------------------------- | ------------------- |
| 1986 | Heartburn                               | Subastador          |
| 1987 | Baby Boom                               | Bobbie              |
| 1988 | See No Evil, Hear No Evil               | Kirgo               |
| 1988 | Working Girl                            | Bob Speck           |
| 1989 | Dad                                     | Mario               |
| 1990 | Henry & June                            | Richard Osborn      |
| 1991 | Outbound Plane (Cortometraje)           | -                   |
| 1992 | Glengarry Glen Ross                     | John Williamson     |
| 1993 | Consenting Adults                       | Eddie Otis          |
| 1994 | Iron Will                               | Harry Kingsley      |
| 1994 | Swimming with Sharks                    | Buddy Ackerman      |
| 1994 | The Ref                                 | Lloyd Chasseur      |
| 1994 | A Business Affair                       | Vanni Corso         |
| 1995 | Outbreak                                | Casey Schuler       |
| 1995 | The Usual Suspects                      | Roger 'Verbal' Kint |
| 1995 | Seven                                   | John Doe            |
| 1996 | A Time to Kill                          | Rufus Buckley       |
| 1997 | Midnight in the Garden of Good and Evil | Jim Williams        |
| 1997 | L.A. Confidential                       | Jack Vincennes      |
| 1998 | The Negotiator                          | Chris Sabian        |
| 1998 | Hurlyburly                              | Mickey              |
| 1998 | A Bug's Life                            | Hopper (Voz)        |
| 1999 | American Beauty                         | Lester Burnham      |
| 1999 | The Big Kahuna                          | Larry Mann          |
| 2000 | Ordinary Decent Criminal                | Michael Lynch       |
| 2000 | Pay It Forward                          | Eugene Simonet      |
| 2001 | K-PAX                                   | Prot                |
| 2002 | Austin Powers in Goldmember             | Dr. Evil (cameo)    |
| 2003 | The United States of Leland             | Albert Fitzgerald   |
| 2003 | The Life of David Gale                  | David Gale          |
| 2004 | Beyond the Sea                          | Bobby Darin         |
| 2005 | Edison                                  | Lazerov             |
| 2006 | Superman Returns                        | Lex Luthor          |
| 2008 | 21                                      | Micky Rosa          |
| 2009 | Shrink                                  | Jack                |
| 2009 | Telstar: The Joe Meek Story             | Major Banks         |
| 2010 | Casino Jack                             | Jack Abramoff       |
| 2011 | Margin Call                             | Sam Rogers          |
| 2011 | Horrible Bosses                         | Dave Harken         |
| 2011 | Inseparable                             | Chuck               |
| 2013 | Father of Invention                     | Robert Axle         |
| 2014 | Horrible Bosses 2                       | Dave Harken         |
| 2016 | Elvis & Nixon                           | Richard Nixon       |
| 2017 | Baby Driver                             | Doc                 |
| 2017 | Rebel in the Rye                        | Whit Burnett        |
| 2018 | Billionaire Boys Club                   | Ron Levin           |
| 2022 | The Man Who Drew God                    | Policía             |
| 2023 | Control                                 | La Voz              |
| 2024 | Peter Five Eight                        | Michael Zaiko Hall  |
| 2024 | The Contract                            | The Devil           |

### Series y telefilmes
| Año       | Título | Personaje                              | Notas                                                |
| --------- | --- | -------------------------------------- | ---------------------------------------------------- |
| 1987      | The Equalizer | Detective Sgt. Cole                    | Episodio: "Solo"                                     |
| 1987      | Long Day's Journey into Night | James "Jamie" Tyrone Jr                | Película para televisión                             |
| 1987      | Crime Story | Senator Rourke                         | Episodio: "The Senator, the Movie Star, and the Mob" |
| 1988      | The Murder of Mary Phagan | Wes Brent                              | Miniseries                                           |
| 1988      | Wiseguy | Mel Profitt                            | 7 Episodios                                          |
| 1988      | Unsub | Benton                                 | Episodio: "Clean Slate"                              |
| 1990      | When You Remember Me | Wade                                   | Película para televisión                             |
| 1990      | Fall from Grace | Jim Bakker                             | Película para televisión                             |
| 1991      | Darrow | Clarence Darrow                        | Película para televisión                             |
| 1992      | L.A. Law | Giles Keenan                           | Episodio: "Guess Who's Coming To Murder"             |
| 1993      | TriBeCa | Chris Boden                            | Episodio: "Heros Exoletus"                           |
| 1994      | Doomsday Gun | Jim Price                              | Película para televisión                             |
| 2003      | Freedom: A History of Us | Various                                | 6 episodios                                          |
| 2008      | Recount | Ron Klain                              | Película para televisión                             |
| 2010      | Gorilla School | Narrador/Voz                           | 12 episodios                                         |
| 2012      | Johnny Carson: King of Late Night | Narrador/Voz                           | Documental                                           |
| 2013–2017 | House of Cards | Francis "Frank" Underwood              | 65 episodios; también productor ejecutivo            |
| 2014      | The Colbert Report | Frank Underwood                        | Episode: "1,394"                                     |
| 2017      | Manhunt: Unabomber\| rowspan="" style="background-color: var(--background-color-success-subtle, #cccccc); color:inherit;; text-align:center; vertical-align:middle;" \| | Miniserie; también productor ejecutivo |                                                      |

## Videojuegos
| Año  | Título                         | Personaje             | Notas                  |
| ---- | ------------------------------ | --------------------- | ---------------------- |
| 2006 | Superman Returns               | Lex Luthor (voz)      |                        |
| 2014 | Call of Duty: Advanced Warfare | Jonathan Irons (voiz) | También motion capture |

## Teatro
| Año  | Título                        | Personaje                 | Localización                           | Ref.   |
| ---- | ----------------------------- | ------------------------- | -------------------------------------- | ------ |
| 1981 | Henry IV, Part 1              | Messenger                 | Delacorte Theater, Off-Broadway        | [ 83 ] |
| 1982 | Ghosts                        | Oswald Alving             | Brooks Atkinson Theatre, Broadway      | [ 84 ] |
| 1983 | The Misanthrope               | Philinte                  | Seattle Repertory Theater              | [ 85 ] |
| 1983 | The Mousetrap                 | Sergeant Trotter          | Barter Theatre, Abingdon/Fairfax, VA   | [ 86 ] |
| 1984 | Hurlyburly                    | Artie (replacement)       | Ethel Barrymore Theatre, Broadway      | [ 84 ] |
| 1985 | The Seagull                   | Konstantin                | The Kennedy Center, Washington D. C.   | [ 87 ] |
| 1986 | Long Day's Journey into Night | James Tyrone Jr.          | Broadhurst Theatre, Broadway           | [ 84 ] |
| 1988 | Right Behind the Flag         | Bernie                    | Playwrights Horizons, Off-Broadway     | [ 83 ] |
| 1991 | Lost in Yonkers               | Louie                     | Richard Rogers Theatre, Broadway       | [ 84 ] |
| 1993 | Playland                      | Gideon Le Roux            | New York City Center, Off-Broadway     | [ 83 ] |
| 1999 | The Iceman Cometh             | Theodore "Hickey" Hickman | Brooks Atkinson Theatre, Broadway      | [ 84 ] |
| 2005 | Richard II                    | Richard II                | Old Vic Theatre, London                | [ 88 ] |
| 2005 | National Anthems              | Ben                       | Old Vic Theatre, London                | [ 89 ] |
| 2005 | The Philadelphia Story        | Dexter                    | Old Vic Theatre, London                | [ 90 ] |
| 2006 | A Moon for the Misbegotten    | Jim Tyrone                | Old Vic Theatre, London                | [ 84 ] |
| 2006 | A Moon for the Misbegotten    | Jim Tyrone                | Brooks Atkinson Theatre, Broadway      | [ 84 ] |
| 2008 | Speed-the-Plow                | Charlie Fox               | Old Vic Theatre, London                | [ 91 ] |
| 2009 | Inherit the Wind              | Henry Drummond            | Old Vic Theatre, London                | [ 92 ] |
| 2011 | Richard III                   | Richard III               | Old Vic Theatre, London                | [ 92 ] |
| 2011 | Richard III                   | Richard III               | Ancient Theatre of Epidaurus           | [ 93 ] |
| 2011 | Richard III                   | Richard III               | Hong Kong Arts Festival                | [ 93 ] |
| 2011 | Richard III                   | Richard III               | Centro Niemeyer, Avilés                | [ 93 ] |
| 2011 | Richard III                   | Richard III               | Istanbul Municipal Theatre             | [ 94 ] |
| 2011 | Richard III                   | Richard III               | Curran Theatre, San Francisco          | [ 94 ] |
| 2011 | Richard III                   | Richard III               | Singapore Repertory Theatre            | [ 93 ] |
| 2011 | Richard III                   | Richard III               | Qatar National Convention Centre, Doha | [ 93 ] |
| 2012 | Richard III                   | Richard III               | Brooklyn Academy of Music, New York    | [ 95 ] |
| 2015 | Darrow                        | Clarence Darrow           | Old Vic Theatre, London                | [ 96 ] |
| 2017 | Darrow                        | Clarence Darrow           | Arthur Ashe Stadium, New York          | [ 97 ] |

## Premios y distinciones
Premios Óscar
| Año  | Categoría              | Película           | Resultado |
| ---- | ---------------------- | ------------------ | --------- |
| 1996 | Mejor actor de reparto | The Usual Suspects | Ganador   |
| 2000 | Mejor actor            | American Beauty    | Ganador   |

Premios Globo de Oro
| Año  | Categoría                            | Película           | Resultado |
| ---- | ------------------------------------ | ------------------ | --------- |
| 1996 | Mejor actor de reparto               | The Usual Suspects | Candidato |
| 2000 | Mejor actor - Drama                  | American Beauty    | Candidato |
| 2002 | Mejor actor - Drama                  | The Shipping News  | Candidato |
| 2005 | Mejor actor - Comedia o musical      | Beyond the Sea     | Candidato |
| 2009 | Mejor actor de miniserie o telefilme | Recount            | Candidato |
| 2011 | Mejor actor - Comedia o musical      | Casino Jack        | Candidato |
| 2014 | Mejor actor - Drama                  | House of Cards     | Candidato |
| 2015 | Mejor actor - Drama                  | House of Cards     | Ganador   |

Premios BAFTA
| Año  | Categoría   | Película          | Resultado |
| ---- | ----------- | ----------------- | --------- |
| 1997 | Mejor actor | L.A. Confidential | Candidato |
| 1999 | Mejor actor | American Beauty   | Ganador   |
| 2002 | Mejor actor | The Shipping News | Candidato |

Premios del Sindicato de Actores
| Año  | Categoría                 | Película          | Resultado |
| ---- | ------------------------- | ----------------- | --------- |
| 1997 | Mejor reparto             | L.A. Confidencial | Candidato |
| 1999 | Mejor actor               | American Beauty   | Ganador   |
| 2014 | Mejor actor de TV - Drama | House of Cards    | Ganador   |
| 2015 | Mejor actor de TV - Drama | House of Cards    | Ganador   |

Premios Tony
| Año  | Categoría              | Obra            | Resultado |
| ---- | ---------------------- | --------------- | --------- |
| 1991 | Mejor actor de reparto | Lost in Yonkers | Ganador   |

| Premios Primetime Emmy | Premios Primetime Emmy              | Premios Primetime Emmy | Premios Primetime Emmy | Premios Primetime Emmy |
| Año                    | Categoría                           | Trabajo Nominado       | Resultado              | Ref.                   |
| ---------------------- | ----------------------------------- | ---------------------- | ---------------------- | ---------------------- |
| 2008                   | Mejor telefilme                     | Bernard and Doris      | Nominado               | [ 100 ]                |
| 2008                   | Mejor actor - Miniserie o telefilme | Recount                | Nominado               | [ 100 ]                |
| 2013                   | Mejor serie dramática               | House of Cards         | Nominado               | [ 100 ]                |
| 2013                   | Mejor actor - Serie dramática       | House of Cards         | Nominado               | [ 100 ]                |
| 2014                   | Mejor serie dramática               | House of Cards         | Nominado               | [ 100 ]                |
| 2014                   | Mejor actor - Serie dramática       | House of Cards         | Nominado               | [ 100 ]                |
| 2015                   | Mejor serie dramática               | House of Cards         | Nominado               | [ 100 ]                |
| 2015                   | Mejor actor - Serie dramática       | House of Cards         | Nominado               | [ 100 ]                |
| 2016                   | Mejor serie dramática               | House of Cards         | Nominado               | [ 100 ]                |
| 2016                   | Mejor actor - Serie dramática       | House of Cards         | Nominado               | [ 100 ]                |
| 2017                   | Mejor serie dramática               | House of Cards         | Nominado               | [ 100 ]                |
| 2017                   | Mejor actor - Serie dramática       | House of Cards         | Nominado               | [ 100 ]                |